# Piano (Córcega)
Piano es una comuna  y población de Francia, en la región de Córcega, departamento de Alta Córcega.
Su población en el censo de 1999 era de 36 habitantes.